# Stodola (Dolní Lutyně)
Srubová polygonální stodola z počátku 19. století (také známá jako Rakusova stodola) se nachází u domu čp. 83 v obci Dolní Lutyně na lokalitě Nerad v okrese Karviná v Moravskoslezském kraji. Stodola je zapsaná v Ústředním seznamu kulturních památek České republiky.

## Popis

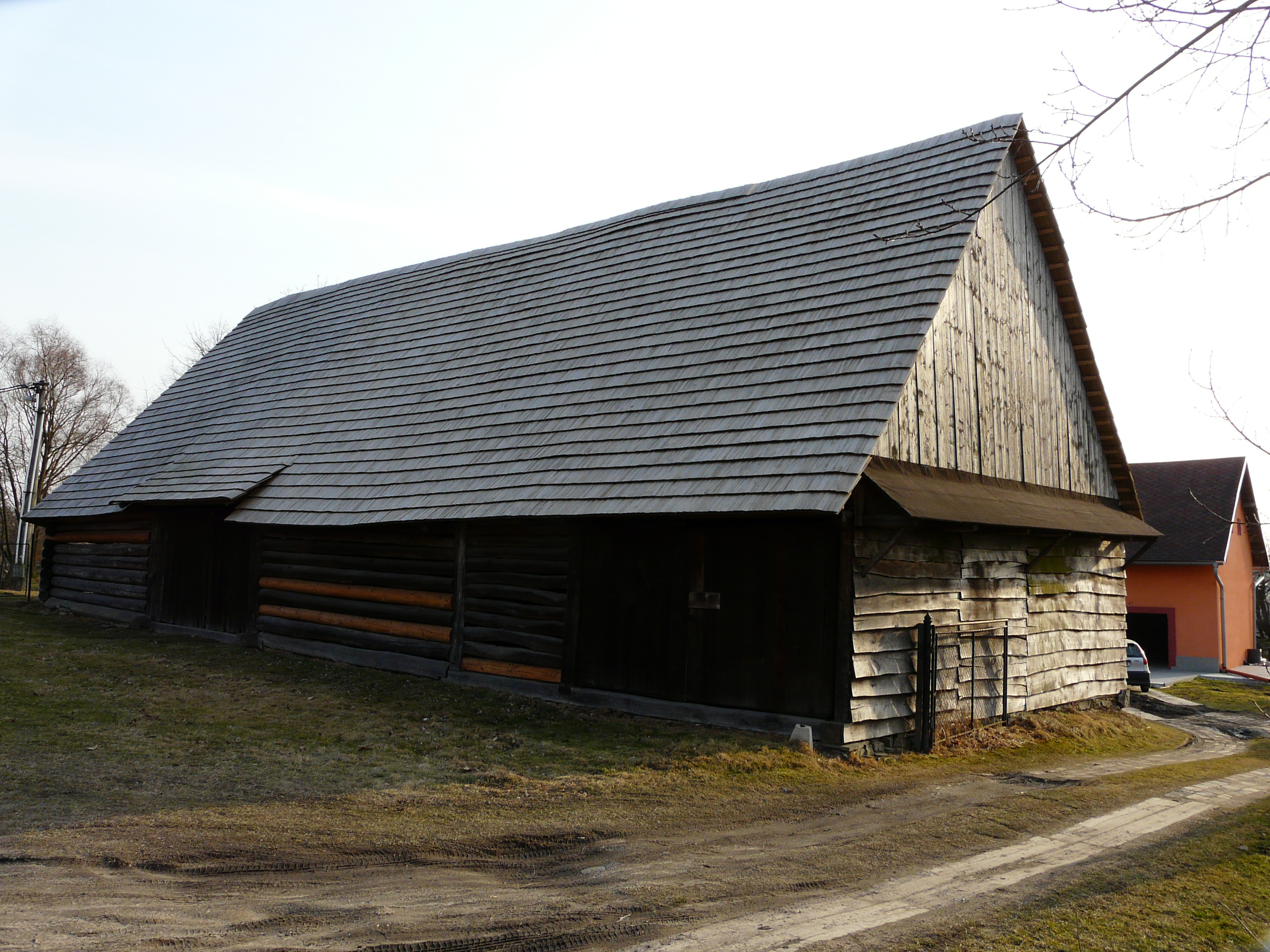
Stodola v roce 2018 se šindelovou střechou

Jedna z posledních dochovaných stodol slezského typu v České republice, která byla postavena v roce 1803 či 1805 u domu čp. 83 v Neradu.
Srubová stavba z neotesaných kmenů postavená na polygonálním půdorysu s mohutnými zhlavími na nárožích. Jedna strana stodoly je zakončena polygonálně, druhá strana ukončena trojúhelníkovým štítem prodloužený o deštěný přístavek s deštěným štítem. Na straně do dvora se přimykají dva deštěné přístavky. Střecha stodoly je sedlová, na štítové straně má obháňku. Střecha byla v minulosti krytá slaměnými došky, po roce 2014 byla krytina změněna na dřevěné šindely. Stodola je částečně podsklepená. Na delších stranách jsou dřevěná deštěná dvoudílná vrata.